# Richard Laurence Millington Synge
Richard Laurence Millington Synge (Liverpool, Anglaterra 1914 - Norwich 1994) fou un químic anglès guardonat amb el Premi Nobel de Química l'any 1952.

## Biografia
Va néxier el 28 d'octubre de 1914 a la ciutat de Liverpool, situada al comtat de Merseyside. Va estudiar física, química i fisiologia a la Universitat de Cambridge, on es llicencià el 1936. Va desenvolupar la seva recerca científica en empreses privades, entre 1941 i 1943 a la Wool Industries Research Association de Leeds, entre 1943 i 1948 a l'Institut de Medicina Preventiva de Londres, entre 1948 i 1967 a l'Institut de Recerca Rowett d'Aberdeen, i entre 1968 i 1976 al Food Research Institute de Norwich.
Synge morí el 18 d'agost de 1994 a la ciutat de Norwich, situada al comtat de Norfolk.

## Recerca científica
Durant la seva estada a la ciutat de Leeds conegué Archer John Porter Martin, amb el qual va desenvolupar mètodes d'anàlisi cromatogràfic anomenats "de la partició", els quals possibiliten la separació dels aminoàcids de les proteïnes de la matèria viva.
Entre 1942 i 1948 va estudiar els pèptids del grup proteïnic de la gramicidina, treball utilitzat posteriorment per Frederick Sanger en la determinació de l'estructura de la insulina.
El 1952 va rebre el Premi Nobel de Química, compartit amb Archer Martin, per la invenció de la cromatografia de la partició.